# Adolfo González (Bogenschütze)
Adolfo González (* 27. September 1962) ist ein mexikanischer Bogenschütze.
González trat bei drei Olympischen Spielen an. 1984 in Los Angeles wurde er im Einzel 33. Bei den Spielen 1988 wurde er mit der Mannschaft 12. und in der Einzelwertung 49.; auch bei den 1996 in Atlanta kam er mit Rang 51 nur ins Hinterfeld des Tableaus.
Insgesamt 13 nationale Titel konnte González erringen.